# 索索帝国
索索帝国，又称卡尼亚加，是西非古代的一个帝国，最初是加纳帝国的附庸，后来脱离并征服原来的宗主。该地区居住着现代索索人的祖先——索宁克人，帝国的核心位于瓦加杜以南、贝莱杜古以北。在苏马奥罗·坎特的统治下，索索帝国达到鼎盛，后被松迪亚塔·凯塔建立的新兴国家马里帝国击败。